# Wyspy Gilberta
Wyspy Gilberta (kirib. Tungaru) – grupa atoli na Oceanie Spokojnym, w Mikronezji. Należą one do państwa Kiribati. Atole zamieszkane przez najwięcej ludzi to: Tarawa, Abaiang, Tabiteuea, Butaritari, Abemama, Marakei, Nonouti i Maiana.
Powierzchnia wysp wynosi 281 km², zamieszkuje je 91 tys. osób (2010). Główne miasto archipelagu (jednocześnie stolica Kiribati) to Bairiki (50 tys. mieszk. w 2010) na atolu Tarawa.
Wyspy Gilberta i łańcuch wysp Ratak należący do Wysp Marshalla łączy pasmo gór podwodnych i geologicznie są one częściami tego samego grzbietu wulkanicznego.

## Historia
Wyspy Gilberta od roku 1892 stanowiły protektorat brytyjski, a w latach 1916–1976 wchodziły w skład brytyjskiej kolonii Wyspy Gilberta i Lagunowe. W latach 1941–1943 były okupowane przez wojska japońskie. W listopadzie 1943 roku, w ramach operacji Galvanic, wojska amerykańskie po zdobyciu w ciężkich walkach atoli Tarawa i Makin, zajęły Wyspy Gilberta.
W roku 1976 utworzona została odrębna kolonia pod nazwą Wyspy Gilberta, która w 1979 uzyskała niepodległość jako państwo Kiribati. Wyspy Gilberta stanowią najważniejszą część tego państwa - mieszka tu ponad 95% ludności.